# Audi S4
Audi S4 er en sportslig udgave af den store mellemklassebil Audi A4. En endnu sportsligere udgave sælges under navnet Audi RS4.
Forgængeren for S4 var sportsudgaven af Audi 80, som hed Audi S2 og ligesom S4 fandtes som sedan, stationcar og cabriolet.
Den første S4 var dog en sportsudgave af Audi 100 C4. Efter ændring af modelbetegnelserne til Audi Ax i 1994 blev sportsversionerne tilsvarende omdøbt til Audi Sx.

## S4 C4 (1991−1994)
Sportsudgaven af Audi 100 C4 havde tilnavnet S4 frem til 1994, hvor Audi 100 blev faceliftet og omdøbt til Audi A6. Samtidig med dette blev S4 omdøbt til S6. Bilen fandtes som såvel sedan (Limousine) som stationcar (Avant). Bilen fandtes med to forskellige motorer, en femcylindret 2,2-liters turbomotor med 169 kW/230 hk og en 4,2-liters V8-motor med 206 kW/280 hk.
Tekniske specifikationer
| Model                      | Cylindre | Ventiler | Slagvolume cm³ | Max. effekt kW (hk) / omdr. | Max. drejningsmoment Nm / omdr. | Motorkode | 0-100 km/t sek. | Topfart km/t | Byggeår     |
| -------------------------- | -------- | -------- | -------------- | --------------------------- | ------------------------------- | --------- | --------------- | ------------ | ----------- |
| S4 Turbo quattro Limousine | 5        | 20       | 2226           | 169 (230) / 5900            | 350 / 1950                      | AAN       | 6,8             | 244          | 1991 − 1994 |
| S4 Turbo quattro Avant     | 5        | 20       | 2226           | 169 (230) / 5900            | 350 / 1950                      | AAN       | 7,1             | 235          | 1991 − 1994 |
| S4 V8 quattro Limousine    | 8        | 32       | 4172           | 206 (280) / 5800            | 400 / 4000                      | ABH       | 6,2             | 249          | 1992 − 1994 |
| S4 V8 quattro Avant        | 8        | 32       | 4172           | 206 (280) / 5800            | 400 / 4000                      | ABH       | 6,6             | 247          | 1992 − 1994 |

## S4 B5 (1997−2001)
S4 på B5-platformen var forsynet med en 2,7-liters V6-motor med biturbo og 195 kW/265 hk ved 5800 omdr./min. og et maksimalt drejningsmoment på 400 Nm mellem 1850 og 3600 omdr./min. Bilen kunne accelerere fra 0 til 100 km/t på 5,6 (Avant: 5,7) sekunder, og topfarten var elektronisk begrænset til 250 km/t. Effekten blev overført til vejen gennem Audis firehjulstræk (quattro) og en sekstrins manuel gearkasse, men på visse markeder kunne også fås en Tiptronic-automatgearkasse med skifteknapper på rattet, som dog reducerede motorens maksimale effekt til 184 kW/250 hk. S4 B5 fandtes både som Limousine og Avant.
Kendetegnene for Audis S-modeller er skrifttrækkene på kølergrillen og bagklappen, de modificerede kofangere samt spejlhusene af aluminium. Det sidste kom dog først på de sidste B5-modeller. S4 fik ligesom A4 B5 et facelift i starten af 1999 med forlygter i klart glas, xenonlygter, en ny bagkofanger og et let modificeret forkofanger (med ovale i stedet for runde tågeforlygter). Yderligere modifikationer var identiske med den normale A4.
Tekniske specifikationer
| Model        | Cylindre | Ventiler | Slagvolume cm³ | Max. effekt kW (hk) / omdr. | Max. drejningsmoment Nm / omdr. | Motorkode | 0-100 km/t sek. | Topfart km/t | Byggeår     |
| ------------ | -------- | -------- | -------------- | --------------------------- | ------------------------------- | --------- | --------------- | ------------ | ----------- |
| S4 Limousine | 6        | 30       | 2671           | 195 (265) / 5800            | 400 / 1850 − 3600               | AGB / AZB | 5,6             | 250          | 1997 − 2001 |
| S4 Avant     | 6        | 30       | 2671           | 195 (265) / 5800            | 400 / 1850 − 3600               | AGB / AZB | 5,7             | 250          | 1997 − 2001 |

## S4 B6 (2003−2005)
I starten af 2003 introduceredes en ny S4 på basis af B6-platformen. V8-sugemotoren på 4,2 liter var baseret på motoren fra Audi S8 og ydede i S4 253 kW/344 hk. Motoren var i forhold til forbilledet afkortet med 52 mm for ar kunne passe i motorrummet på en mellemklassebil. Dertil blev knastakseltrækket omstillet fra tandrem til kæde.
Udefra adskilte bilen sig fra A4 gennem modificerede for- og bagkofangere, sidespejle i alumiumsoptik, S4-emblemer, xenonlygter og større udstødningsrør. Modellen var forsynet med 18" hjul og dæk i størrelse 235/40 ZR 18 på en 20 mm sænket undervogn.
Kabinen var forsynet med indstigningslister med S4-skrifttræk og et modificeret kombiinstrument med hvide visere samt sportssæder.
Bilen med sekstrins manuel gearkasse accelererede ifølge fabrikantens opgivelser fra 0 til 100 km/t på 5,6 sekunder (Avant 5,8 sek., Cabriolet 5,9 sek.). Modeller med automatgear bruger fra 0,2 til 0,3 sek. yderligere. Topfarten er elektronisk begrænset til 250 km/t.
Ligesom forgængeren var bilen standardudstyret med Torsen-differentiale (quattro) med symmetrisk drejningsmomentfordeling (50:50) mellem for- og baghjulene. Bilen fandtes både med sekstrins manuel gearkasse og med sekstrins Tiptronic-automatgear, hvor man kunne skifte gear med vipper på rattet.
Siden generation B6 findes S4 udover Limousine og Avant også som Cabriolet.

## S4 B7 (2004−2009)
S4 B7 blev introduceret i slutningen af 2004 samtidig med modelskiftet fra A4 B6 til B7 som Limousine og Avant. I starten af 2006 kom cabrioletmodellen.
I forhold til B6 blev designet og undervognskomponenterne modificeret. Motoren ydede ligesom i forgængeren 253 kW/344 hk og havde som standard sekstrins manuel gearkasse, men kunne som ekstraudstyr fås med automatgear.
Udefra lignede denne generation af S4 gennem de identiske for- og bagkofangere fra S line-eksteriørpakken den "normale" A4. Kun den ændrede kølergrill, sidespejlene i aluminiumsoptik og fire ovale udstødningsrør adskilte modellen fra de andre A4-modeller.
Tekniske specifikationer
| Model        | Cylindre | Ventiler | Slagvolume cm³ | Max. effekt kW (hk) / omdr. | Max. drejningsmoment Nm / omdr. | Motorkode | 0-100 km/t sek. | Topfart km/t | Byggeår     |
| ------------ | -------- | -------- | -------------- | --------------------------- | ------------------------------- | --------- | --------------- | ------------ | ----------- |
| S4 Limousine | 8        | 40       | 4163           | 253 (344) / 7000            | 410 / 3500                      | BBK       | 5,6             | 250          | 2004 − 2009 |
| S4 Avant     | 8        | 40       | 4163           | 253 (344) / 7000            | 410 / 3500                      | BBK       | 5,8             | 250          | 2004 − 2009 |
| S4 Cabriolet | 8        | 40       | 4163           | 253 (344) / 7000            | 410 / 3500                      | BBK       | 5,9             | 250          | 2006 − 2009 |

## S4 B8 (2008−)
På basis af A4 B8 introduceredes femte generation af S4 på Paris Motor Show i oktober 2008 som Limousine og Avant. Motoren er en 3,0-liters V6-motor med kompressor og direkte indsprøjtning, som yder 245 kW/333 hk og har et maksimalt drejningsmoment på 440 Nm fra 2900 omdr./min. I modsætning til forgængerens 8 kW/11 hk stærkere V8-motor er brændstofforbruget faldet til 13,9 liter pr. 100 km. Gearkassen er som standard sekstrins manuel, men som ekstraudstyr fås også den nye syvtrins dobbeltkoblingsgearkasse S tronic. Ligesom forgængerne har modellen som standard quattro-firehjulstræk. S4 adskiller sig hovedsageligt fra A4 gennem en 20 mm sænket sportsundervogn, sølvfarvede sidespejle og ændrede skørter. S4 kunne bestilles siden november 2008, og salget begyndte i marts 2009. I november 2011 fik A4 og S4 et facelift, hvor motorens brændstofforbrug faldt til 8,1 liter pr. 100 km for Limousine og 8,4 liter for Avant, og den manuelle gearkasse udgik.
Tekniske specifikationer
| Model        | Cylindre | Ventiler | Slagvolume cm³ | Max. effekt kW (hk) / omdr. | Max. drejningsmoment Nm / omdr. | 0-100 km/t sek. | Topfart km/t | Byggeår |
| ------------ | -------- | -------- | -------------- | --------------------------- | ------------------------------- | --------------- | ------------ | ------- |
| S4 Limousine | 6        | 24       | 2995           | 245 (333) / 5500 − 7000     | 440 / 2900 − 5300               | 5,0 − 5,3       | 250          | 2008 −  |
| S4 Avant     | 6        | 24       | 2995           | 245 (333) / 5500 − 7000     | 440 / 2900 − 5300               | 5,1 − 5,4       | 250          | 2008 −  |